# جوسيف كليمنس
جوسيف كليمنس (بالألمانية: Josef Clemens)‏ هو كاهن كاثوليكي ألماني، ولد في 20 يونيو 1947 في زيغن في ألمانيا.